# Mickalene Thomas
Mickalene Thomas (28 de janeiro de 1971, Camden, Nova Jersey) é uma artista queer e afro-americana  que atua na pintura contemporânea. Seus trabalhos apresentam aplicacoes complexas em strass, tinta acrílica e esmalte.
O trabalho de colagem de Thomas é inspirado na história da arte e faz referência a movimentos populares, incluindo impressionismo, cubismo, dadaísmo, renascimento do Harlem e obras selecionadas do pintor afro-britânico Chris Ofili. Seu trabalho se baseia na história da arte ocidental, arte pop e cultura visual para examinar ideias sobre feminilidade, beleza, raça, sexualidade e gênero.

## Educação e Carreira
A artista Mickalene Thomas nasceu em 28 de janeiro de 1971, na cidade de Camden, Nova Jersey, nos Estados Unidos. Thomas foi criada por sua mãe, a modelo atuante na década de 1970, Sandra Bush, e foi ela quem expôs Mickalene e seu irmão à arte, inscrevendo-os em programas pós-escolares no Newark Museum e no Henry Street Settlement, instituições museais entre Nova Jersey e Nova York. Outros detalhes sobre a vida pessoal e infância de Mickalene Thomas podem ser vistos no mini documentário Happy Birthday to a Beautiful Woman: A Portrait of My Mother.
Thomas viveu e frequentou a escola em Portland, Oregon, entre 1980 ao início de 1990, estudando direito e artes cênicas. A artista recebeu seu bacharelado em Artes pelo Pratt Institute, Brooklyn, em 2000 e seu MFA da Escola de Arte da Universidade de Yale, New Haven, em 2002.
Entre diversos programas em que participou, Thomas integrou programas de residência no Studio Museum no Harlem, Nova York (2000-2003). E também participou de uma residência em Giverny, na França e no Versailles Foundation Munn Artists Program. Ela atualmente vive e trabalha no Brooklyn, no estado deNova York.

## Produção artística e influências

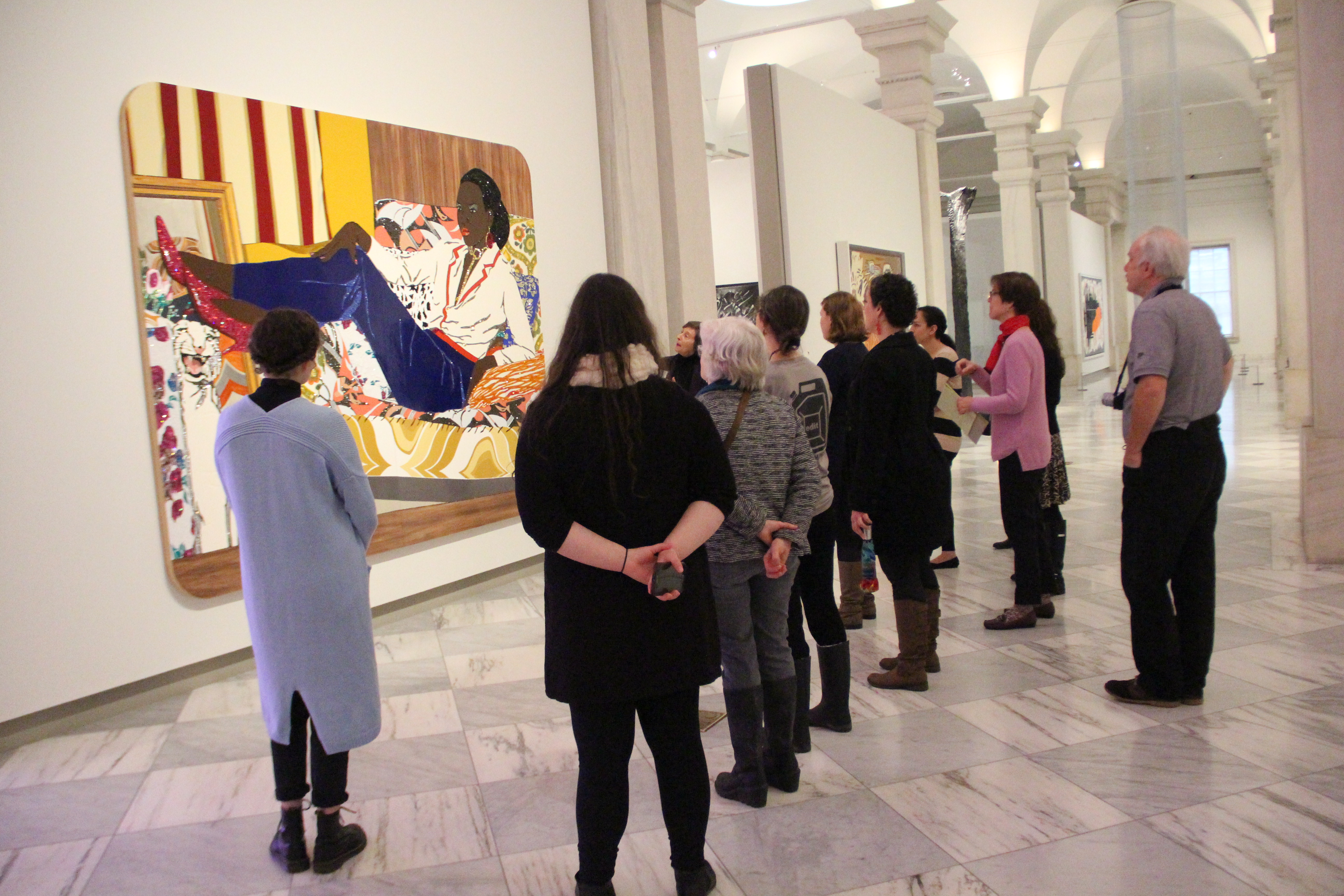
Art and Feminism Wikipedia-Edit-A-Thon at SAAM 0353

Mickalene Thomas cria representações de mulheres afro-americanas e explora noções de celebridade e identidade enquanto se envolve com a representação da feminilidade negra. A produção de Thomas respondem ao gênero Blaxploitation, estilo dos anos 70.
Em suas pinturas e colagens de Thomas, mulheres aparecem de modo central, em poses que dominam o plano pictórico e cercadas por padrões decorativos inspirados na infância da artista. Um exemplo e Left Behind 2 Again de 2012, hoje no acervo do Museu de Arte de Honolulu, no Havaí.
Seus retratos costumam retratar mulheres conhecidas na mídia como Eartha Kitt, Whitney Houston, Oprah Winfrey e Condoleezza Rice.
Seu retrato de Michelle Obama foi o primeiro retrato individual feito da primeira-dama e foi exibido na mostra Americans Now da National Portrait Gallery, em Washington, D.C.
Sua exposição individual Mentors, Muses and Celebrities (2017), no Museu de Arte Contemporãnea, de St. Louis, Missouri, atraiu a atenção da crítica. De acordo com a crítica de arte Rikki Byrd, a obra de Mickalene Thomas:
"Posicionando mulheres negras - artistas, atrizes, personagens e sua própria família - como mentoras e musas, e como figuras heróicas em uma linhagem própria, Thomas substitui as narrativas opressivas." 
Os muitos anos que Thomas passou estudando história da arte, pintura de retratos, pintura de paisagens e natureza morta informaram seu trabalho. Ela se inspirou em vários períodos artísticos e influências culturais ao longo da história da arte ocidental, particularmente os primeiros modernistas, como Jean-Auguste-Dominique Ingres, Pablo Picasso, Henri Matisse e Édouard Manet, bem como influências mais contemporâneas, como Romare Bearden e Pam Grier . Ela modela suas figuras nas poses clássicas e configurações abstratas popularizadas por esses artistas modernos como uma forma de recuperar a agência para mulheres que foram representadas como objetos a serem desejados ou subjugados.
Thomas é conhecida por suas elaboradas pinturas compostas de strass, acrílico e esmalte que apresentam uma "visão complexa do que significa ser mulher e expandem as definições comuns de beleza".
De acordo com o jornal Financial Times, "proclamar sua própria visibilidade e a de outras mulheres racializadas está no centro da prática de Thomas, que insere o corpo feminino negro na história da arte, colocando suas musas em poses e cenários icônicos".
O trabalho de Thomas também é distinto por colocar em primeiro plano a identidade queer; ela é uma mulher negra queer que representa mulheres negras de uma forma que enfatiza sua autonomia e beleza. Ao enfatizar a presença marcante e a sensualidade das mulheres junto com seus olhares assertivos, Thomas empodera suas modelos e detém o controle e o poder do olhar. Desse modo, a troca é entre mulheres, o que subverte o domínio tradicional do olhar masculino na arte e na cultura visual. A identidade queer de Thomas está em primeiro plano, por exemplo, em sua pintura intitulada Sleep: Deux femmes noires (2012-2013), na qual vemos dois corpos femininos entrelaçados em um abraço, em um sofá, destacando assim para seu público a feminilidade, beleza e sexualidade de mulheres amantes.
Thomas colaborou marca de moda Dior em várias ocasiões. Incluindo seu próprio design da clássica Dior Bar Jacket.
O trabalho de Thomas foi incluído recentemente na exposição Women Painting Women no Museu de Arte Moderna de Fort Worth, Texas, em 2022.

## Cinema, música e videoarte
Além de suas pinturas, Thomas trabalha com fotografia, colagem, gravura, videoarte, escultura e instalação. Seus trabalhos, em particular a série Odalisque (2007), foram interpretados como "investigando a relação artista-modelo [...] mas de uma perspectiva atualizada da intersubjetividade feminina e do desejo pelo mesmo sexo" (La Leçon d'amour, 2008) Ela reencenou temas e simbolismos com uma longa linhagem na arte ocidental em suas referências à representação odalisca de mulheres em ambientes exóticos. Experimentou imagens institucionais em FBI/Serial Portraits (2008), baseado em fotos de mulheres afro-americanas.
Em 2012, Mickalene Thomas: Origin of the Universe, sua primeira grande exposição individual em um museu, foi inaugurada no Santa Monica Museum of Art, em Santa Mônica, na Califórnia, e viajou para o Brooklyn Museum. A exposição, cujo título faz referência à pintura L'Origine du monde de Gustave Courbet, de 1866, apresentou uma série de retratos, paisagens e cenas de interior produzidas até aquele momento na carreira da artista.
Thomas colaborou com a multiartista Solange, criando a arte da capa de seu EP True, de 2013. A capa começou como um retrato de Solange que a própria artista encomendou. Thomas e Solange também colaboraram no trailer do videoclipe da música "Losing You ".

## Obras Comissionadas
A marca de luxo Rolls-Royce leiloou um carro de luxo Phantom com design personalizado por Mickalene Thomas em 2019, na casa de leiloes Sotheby's para apoiar a instituição beneficente de erradicação da AIDS (RED); o vencedor teve a oportunidade de decorar o veículo com um design exclusivo feito por Thomas.
Em 2020, Thomas desenhou uma versão da jaqueta Bar, criada em 1947, da Dior para o desfile da coleção Cruise, realizado em Marrakech, no Marrocos.
Para o desfile de alta costura da Dior no Musée Rodin em janeiro de 2023, a diretora criativa da marca, Maria Grazia Chiuri, convidou Thomas para criar a cenografia do desfile. Montadas nas paredes ao redor do piso da passarela do museu, foram coladas imagens em preto e branco de 13 artistas negras incluindo Josephine Baker, Diahann Carroll, Marpessa Dawn, Lena Horne e Nina Simone. Suas imagens, sobrepostas com formas e motivos em tons de rosa e amarelo, apresentaram o trabalho em bordado dos grupos de artesãos Chanakya, de Mumbai, e pela Chanakya School of Craft.

## Prêmios e Reconhecimento
Thomas recebeu diversos prêmios e bolsas para criação artistíca, incluindo o BOMB Magazine Honor (2015), MoCADA Artistic Advocacy Award (2015), AICA-USA Best Show in a Commercial Space Nationally, Primeiro lugar (2014), Anonymous Was A Woman Grant (2013 ), Prêmio do Público: Curta Favorito, Segundo Festival Anual de Cinema Black Star (2013), Prêmio Asher B. Durand do Museu do Brooklyn (2012), Prêmio Timehri de Liderança nas Artes (2010), Bolsa da Fundação Joan Mitchell (2009), Pratt Institute Alumni Achievement Award (2009) e Rema Hort Mann Foundation Emerging Artist Grant (2007).
Thomas participou em programas de residências na Skowhegan School of Painting and Sculpture, Madison, Maine (2013) (docente residente); Versailles Foundation Munn Artists Program, Giverny, França (2011); Anderson Ranch Arts Center, Snowmass, Colorado (2010); Studio Museum no Harlem (2003); Vermont Studio Center, Johnson, Vermont (2001); e Yale Norfolk Summer of Music and Art, Norfolk, Connecticut (1999).

## Vida pessoal
Thomas é uma lésbica assumida. Sua ex-parceira, colaboradora e tema de sua pratica artística de longa data é Racquel Chevremont. Com Chevremont, Thomas fundou o The Josie Club, uma rede de apoio para mulheres queer e de cor da comunidade artística, que opera no apoio e arrecadação de fundos para a produção de novos trabalhos. Thomas e Chevremont se separaram em 2020, após uma década juntos.